# Catan (kártyajáték)

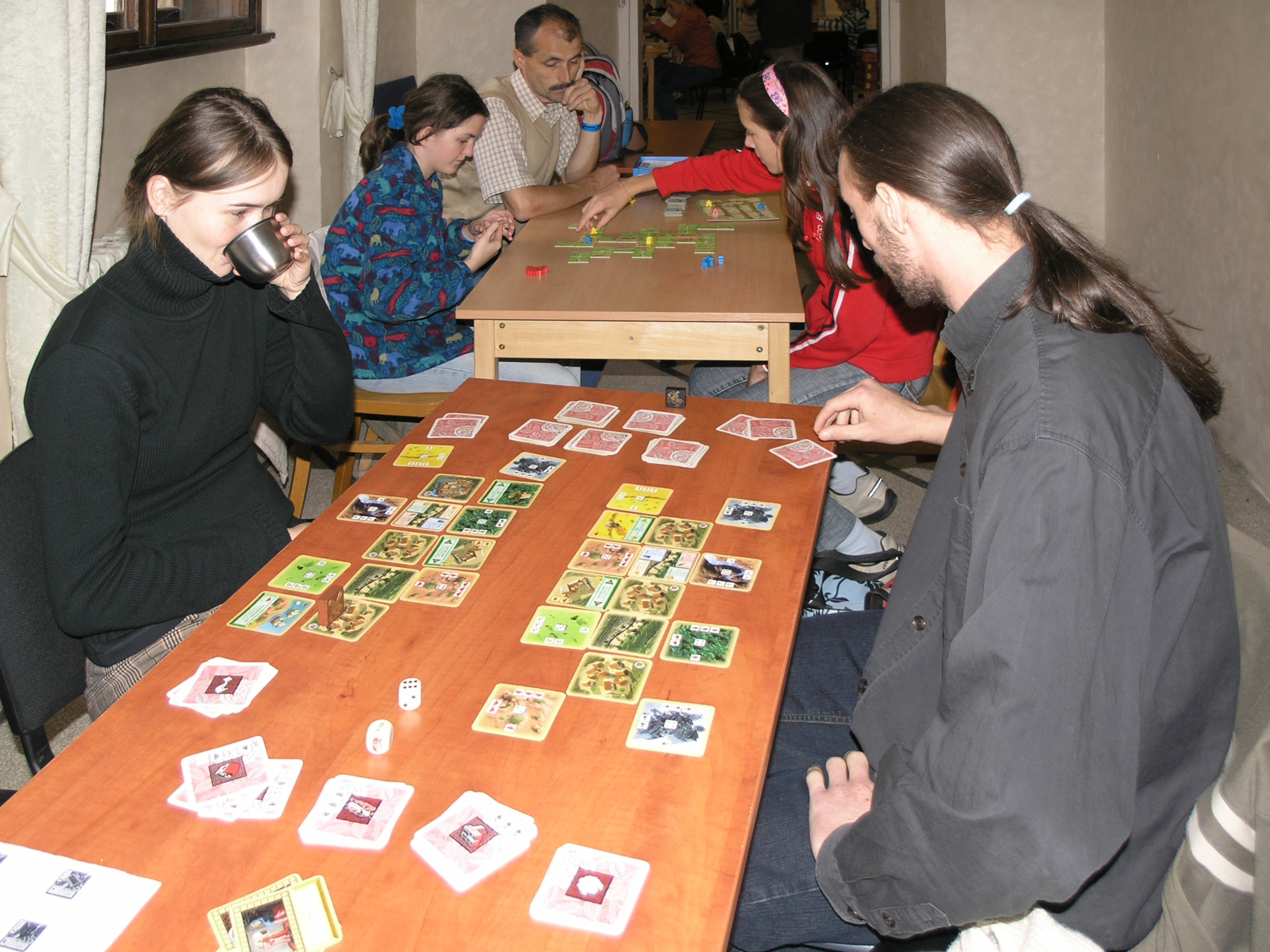
Fiatalok játék közben

A Catan kártyajáték hivatalos nevén Catan telepesei: A kártyajáték egy egyszerre 2 játékos által játszható társasjáték. A Catan telepesei játék képezi az alapját, ám azt háromnál kevesebb ember nem játszhatja, ezért fejlesztették ki ezt a változatot. 
A kártyajáték német eredetijéhez 7, az angol változathoz 6 kiegészítő jelent meg. Magyarul csak az alapjáték elérhető.

## A játék menete
A játék során a játékosoknak saját uradalmukat kell kiépíteniük, mely városokból, falvakból, azt összekötő utakból és további épületekből áll. A játék során 6 féle erőforrást használhatunk (arany, érc, fa, gyapjú, tégla, gabona), melyeket a termőföldről/bányából kapunk - ezeket egy-egy kártya szimbolizálja. 
A játékban négyzetlap alakú kártyalapokat használunk. Ennek praktikussági oka van, ugyanis az erőforrásaink mennyiségét az jelzi, hogy a kártya melyik oldal van felénk fordítva, a jelek 0-3 db erőforrást mutatnak. 
A játékot az nyeri aki előbb ér el 12 győzelmi pontot. Faluért 1, városért 2 győzelmi pont jár, ezen kívül kaphatunk a kereskedelmi vagy a lovagi hatalom birtoklásáért, valamint bizonyos épületekért is.

## Az alapjáték tartalma
- 1 játékszabály füzet
- 1 szélmalom figura
- 1 lovag figura
- 1 esemény kocka
- 1 termelő kocka (hagyományos dobókocka)
- 120 db kártya:
  - 9 db piros-fekete pajzsos kezdőkártya
  - 9 db piros-fehér pajzsos kezdőkártya
  - 11 db termelőhely kártya
  - 7 út kártya
  - 5 falu kártya
  - 7 város kártya
  - 10 esemény kártya
  - 62 fejlesztési kártya